# Ebeltoft
Ebeltoft és una ciutat de Dinamarca. És la localitat més gran en quant a població del municipi de Syddjurs.

## Història
El primer cop que apareix registrat el nom de la ciutat va ser l'any 1301 com a Æpplætoftæ, és a dir "parcel·les de pomes". El seu primer privilegi de ciutat comercial és de 1302, sota el regnat del rei Erik Menved. La seva importància es devia, segurament, al seu bon port natural. La ciutat vivia de la pesca, l'agricultura, la navegació i el comerç de fusta dels boscos que l'envolten.
La ciutat va prosperar fins al segle xvii, però a partit de la invasió de Carles Gustau de Suècia de 1659 va començar un període de decadència. En aquest mateix any, va haver una batalla naval a la badia entre les flotes sueca i danesa-holandesa. Durant el segle xviii, les condicions del port van empitjorar i, conseqüentment, la indústria naviliera va desaparèixer de la ciutat. Aquesta regressió econòmica va afectar demogràficament la ciutat, que l'any 1801 superava lleugerament els 500 habitants.
A mitjans del segle xix, Ebeltoft comença a recuperar-se gràcies a la remodelació del port. Tot i així, aquesta recuperació és lenta i mínima. L'any 1901 va arribar a Ebeltoft el ferrocarril, que va connectar la ciutat amb la línia Aarhus-Grenaa. La població l'any 1901 era d'aproximadament 1.500 habitants, i va créixer fins a assolir els 2.000 habitants l'any 1960.
A partir del segle xix, Ebeltoft ha estat una destinació turística, però la seva orientació cap aquest sector va accentuar-se a partir de la dècada de 1960.
L'any 1970 es va fundar el municipi d'Ebeltoft, que va existir fins a l'any 2006. Després de la dissolució del municipi, Ebeltoft va integrar-se en el municipi de Syddjurs. Tot i ser la ciutat més gran del municipi, la capital és Rønde.

## Cultura

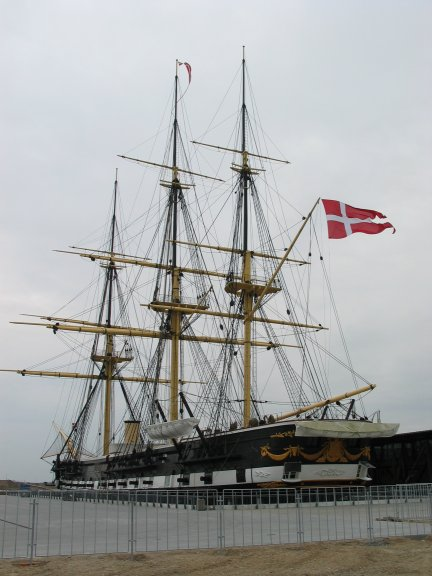
La fragata Jylland.

Al centre d'Ebeltoft s'hi concentren diverses cases d'entramat de fusta, principalment del segle xviii. L'edifici més destacat, alhora que un dels símbols de la ciutat, és l'antic ajuntament de 1789. El Museu de Jutlàndia Oriental (Museum Østjylland) és el propietari de l'antic ajuntament així com de dues cases antigues del nucli històric des del 2011.
Ebeltoft també és coneguda per la fragata Jylland, un vaixell de fusta de l'any 1860 que va participar en la Guerra dels Ducats (1864). És un dels vaixells de fusta conservats més grans del món. Des de 1960, està amarrat al port d'Ebeltoft, on actua com a museu.
El Museu del Vidre d'Ebeltoft és l'únic museu danès dedicat a l'art en vidre. Fundat l'any 1986 a l'antiga duana del port, té una col·lecció d'articles d'arreu del món.